# Alstonia vieillardii
Alstonia vieillardii är en oleanderväxtart som beskrevs av Heurck, Müll. Arg.. Alstonia vieillardii ingår i släktet Alstonia och familjen oleanderväxter. Utöver nominatformen finns också underarten A. v. glaberrima.